# Frances Ashcroft
Frances Mary Ashcroft (1952) es una genetista de británica y fisiologista de los canales iónicos.

## Biografía
Después de sus estudios a la Talbot Heath School, Frances Ashcroft obtiene una licencia en ciencias naturales. En 1978, acaba su doctorado en zoología en 1978 a la Universidad de Cambridge con una tesis titulada Calcium electrogenesis in insect muscle. Efectúa sus investigaciones puesto-doctoral en physiologie a la Universidad de Leicester y a la Universidad de California en Los Ángeles. Dirige sus investigaciones al laboratorio de fisiología en la Universidad de Oxford donde dirige la Oxford Centre for Gene Function y trabaja igualmente al Trinity College de Oxford.
Dirige igualmente OXION, un programa de investigación sobre los canales iónicos gestionado por la fundación Wellcome Trust. Efectúa sus investigaciones sobre los canales potásicos sensibles al ATP y su rol en la secreción de la insulina. Es conocida igualmente para sus trabajos sobre la diabetes de tipo 2 y la diabetes neonatal. Sus trabajos con Andrew Hattersley han ayudado los niños nacidos con diabetes a pasar a un tratamiento por inyecciones de insulina a un tratamiento por pastilla. 

## Recompensas y honores
- 1999: Miembro de la Royal Society[6]
- 2003: doctor honoris causa por la Open University.
- 2007: 
  - Doctor en ciencias de la Universidad de Leicester[2]
  - Premio Walter Bradford Cannon de la sociedad estadounidense de fisiología[7]
- 2012: Premio L'Oréal-UNESCO a Mujeres en Ciencia para sus contribuciones a la comprensión de la secreción de insulina y de la diabetes en el recién nacido.[8]
- 2013: Croonian Lectura sobre la invitación de la Royal Society[9]
- 2015: Señora comendadora del Orden del Imperio Británico[10]

## Algunas publicaciones
- Ion Channels and Disease: Channelopathies se channelopathic disease, 1999, Academic Press,
- Life at the Extremes: The Ciencia of Survival, 2000, Harper Collins
- The Spark of Life: Electricity in the Human Body, 2012, W. W. Norton and Company
- Ashcroft, Frances M., Dio E. Harrison, and Stephen JH Ashcroft. "Glucose induces closure of single potasio channels in isolated rata pancreatic β-cells. (enlace roto disponible en Internet Archive; véase el historial, la primera versión y la última)." Nature 312.5993 (1984): 446-448.
- Ashcroft, Frances M. "Adenosine 5'-triphosphate-sensitive potasio channels." Annual review of neuroscience 11.1 (1988): 97-118.
- Ashcroft, Frances M., and Patrik Rorsman. "Electrophysiology of the pancreatic β-cell." Progress in biophysics and molecular biology 54.2 (1989): 87-143.
- Gerken, Thomas, y al. "The obesity-associated FTO gene encodes tiene 2-oxoglutarate-dependent nucleic acid demethylase." Ciencia 318.5855 (2007): 1469-1472.
- Gloyn, Anna L., y al. "Activating mutaciones in the gene encoding the ATP-sensitive potasio-channel subunit Kir6. 2 and permanente neonatal diabetes." New England Journal of Medicine 350.18 (2004): 1838-1849.
- Tucker, Stephen J., y al. "Truncation of Kir6. 2 produces ATP-sensitive Kþ channels in the ausencia of the sulphonylurea receptor." Nature 387 (1997): 179-183.
- Kuo, Anling, y al. "Crystal estructura of the potasio channel KirBac1. 1 in the closed state." Ciencia 300.5627 (2003): 1922-1926.
- Ashcroft, Stephen JH, and Frances M. Ashcroft. "Properties and functions of ATP-sensitive K-channels." Cellular signalling 2.3 (1990): 197-214.
- Pearson, Ewan R., y al. "Switching from insulin to oral sulfonylureas in pacientes with diabetes tenida que to Kir6. 2 mutaciones." New England Journal of Medicine 355.5 (2006): 467-477.
- Miki, Takashi, y al. "ATP-sensitive K+ channels in the hypothalamus are essential for the maintenance of glucose homeostasis." Nature neuroscience 4.5 (2001): 507-512.